# Seycellesa braueri
Seycellesa braueri là một loài nhện trong họ Theridiidae. Chúng thuộc chi đơn loài Seycellesa và được Eugène Simon miêu tả năm 1898.